# Karlshamns flickskola
Karlshamns flickskola var en flickskola i Karlshamn, grundad 1838. Den är känd som stadens första skola för flickor. 
Den grundades på initiativ av stadens borgmästares hustru Ulrika Nolleroth. Dess syfte var att "åt medlemmar av den arbetande klassen lämna kostnadsfri undervisning i alla sådana kunskapsämnen och handslöjder, som kan bli till nytta och bilda flickorna till nyttiga och dygdiga medlemmar".